# DHB-Pokal 2005/06
Der DHB-Pokal 2005/06 war die 32. Austragung des Handballpokalwettbewerbs der Herren. Das Finale fand am 9. April 2006 in der mit 13.000 Besuchern ausverkauften Color Line Arena in Hamburg statt. Sieger wurde zum ersten Mal in der Vereinsgeschichte der HSV Hamburg.

## Modus
Es traten 107 Mannschaften aus der Bundesliga (BL), der 2. Bundesliga (ZL), der Regionalliga (RL; = 3. Liga), der Oberliga (OL; = 4. Liga) und dem Landesverband (LV) unterhalb der Oberliga im K.-o.-System gegeneinander an. Es wurden fünf Hauptrunden ausgetragen. Danach erfolgte die weitere Ausspielung mit zwei Halbfinalspielen und einem Finale im Final Four.

## 1. Runde
Die Begegnungen der 1. Runde fanden am 3. und 4. September 2005 statt. Die SG Wallau/Massenheim und der TUSEM Essen kamen durch ein Freilos in die zweite Runde.
| Datum, Uhrzeit                                                       | Heimmannschaft                  |   | Gastmannschaft             | Ergebnis      |
| -------------------------------------------------------------------- | ------------------------------- | - | -------------------------- | ------------- |
| TBA                                                                  | SV Anhalt Bernburg              | – | Füchse Berlin              | 21:22 (11:10) |
| TBA                                                                  | Soester TV                      | – | TSV Altenholz              | 30:39 (16:17) |
| TBA                                                                  | TuS Grün-Weiß Hildesheim        | – | HC Empor Rostock           | 13:35 (05:12) |
| TBA                                                                  | HSG Augustdorf/Hövelhof         | – | SV Post Schwerin           | 28:23 (13:13) |
| TBA                                                                  | HSG Hohn/Elsdorf                | – | Ahlener SG                 | 21:34 (11:17) |
| TBA                                                                  | HSG Kropp-Tetenhusen            | – | VfL Fredenbeck             | 29:33 (17:18) |
| TBA                                                                  | TSV Alt Duvenstedt              | – | HSG Niestetal              | 24:33 (09:15) |
| TBA                                                                  | SG Eintracht Glinde             | – | ASV Hamm                   | 28:31 (10:18) |
| TBA                                                                  | TC Schöningen                   | – | 1. VfL Potsdam             | 22:28 (12:16) |
| TBA                                                                  | HC Neuruppin                    | – | TSV Minden II              | 28:31 (15:18) |
| TBA                                                                  | Lehrter SV                      | – | TV Jahn Duderstadt         | 29:31 (14:17) |
| TBA                                                                  | SG Bergedorf-Kirchwerder        | – | TV Emsdetten               | 14:29 (05:15) |
| TBA                                                                  | SV Beckdorf                     | – | VfL Gladbeck               | 35:30 (20:14) |
| TBA                                                                  | SG Lok Schönebeck               | – | Borussia Mönchengladbach   | 31:28 (14:11) |
| TBA                                                                  | SG Achim/Baden                  | – | TuS Spenge                 | 25:26 (11:12) |
| TBA                                                                  | Bramstedter TS                  | – | Eintracht Hildesheim       | 24:35 (09:20) |
| TBA                                                                  | VfL Eintracht Hagen             | – | DHK Flensborg              | 35:22 (14:14) |
| TBA                                                                  | SG Schortens                    | – | OHV Aurich                 | 20:40 (06:21) |
| TBA                                                                  | HSG Tarp-Wanderup               | – | HSV BW Insel Usedom        | 32:35 (14:18) |
| TBA                                                                  | HSG Varel                       | – | Dessauer HV                | 26:24 (16:10) |
| TBA                                                                  | HSV Grimmen 92                  | – | TSV Hannover-Burgdorf      | 28:49 (11:24) |
| TBA                                                                  | VfL Mennighüffen                | – | Stralsunder HV             | 19:34 (11:18) |
| TBA                                                                  | HSC 2000 Coburg                 | – | TSG Ludwigsburg-Oßweil     | 26:28 (12:10) |
| TBA                                                                  | HSG Vulkan Vogelsberg           | – | TuSpo Obernburg            | 28:21 (14:13) |
| TBA                                                                  | TSB Heilbronn-Horkheim          | – | TV Hüttenberg              | 21:30 (10:12) |
| TBA                                                                  | HVH Kamenz                      | – | Leichlinger TV             | 28:32 (15:18) |
| TBA                                                                  | SG Haslach-Herrenberg-Kuppingen | – | SG Wallau/Massenheim II    | 40:17 (19:09) |
| TBA                                                                  | SG Kronau/Östringen II          | – | HG Oftersheim/Schwetzingen | 24:28 (09:12) |
| TBA                                                                  | VfB Forchheim                   | – | TSG Groß-Bieberau          | 24:23 (12:12) |
| TBA                                                                  | HC Erlangen                     | – | Wermelskirchener TV        | 46:15 (21:06) |
| TBA                                                                  | SV Urmitz                       | – | SG Willstätt/Schutterwald  | 19:40 (10:18) |
| TBA                                                                  | SV Hermsdorf                    | – | TV Gelnhausen              | 26:37 (05:17) |
| TBA                                                                  | SG Bietigheim-Metterzimmern     | – | ThSV Eisenach              | 33:30 (17:15) |
| TBA                                                                  | TGB 1865 Darmstadt              | – | HBW Balingen-Weilstetten   | 22:34 (11:18) |
| TBA                                                                  | TV Hemsbach                     | – | SG Köndringen/Teningen     | 23:27 (13:15) |
| TBA                                                                  | HSG Baunatal                    | – | SG Solingen                | 29:32 (12:15) |
| TBA                                                                  | HSG Römerwall                   | – | LTV Wuppertal              | 23:30 (10:14) |
| TBA                                                                  | TV Hochdorf                     | – | TV 1886 Offenbach          | 25:30 (09:15) |
| TBA                                                                  | TV Kornwestheim                 | – | EHV Aue                    | 34:30 (20:16) |
| TBA                                                                  | TSV Bayer Dormagen              | – | HSG Gensungen/Felsberg     | 34:23 (17:14) |
| TBA                                                                  | HSG Freiberg                    | – | TV Nieder-Olm              | 27:31 (14:16) |
| TBA                                                                  | VTZ Saarpfalz                   | – | SG Leutershausen           | 23:33 (11:12) |
| TBA                                                                  | TuS Fürstenfeldbruck            | – | TSG Friesenheim            | 15:33 (06:12) |
|                                                                      | TV Korschenbroich               | – | SG Werratal 92             | (*)           |
| (*) TV Korschenbroich nach Insolvenz der SG Werratal kampflos weiter |                                 |   |                            |               |

## 2. Runde
Die Begegnungen der 2. Runde fanden am 28. September 2005 statt.
| Datum, Uhrzeit           | Heimmannschaft                  |   | Gastmannschaft              | Ergebnis      |
| ------------------------ | ------------------------------- | - | --------------------------- | ------------- |
| TBA                      | Wilhelmshavener HV              | – | TBV Lemgo                   | 25:26 (14:15) |
| TBA                      | Reinickendorfer Füchse          | – | SC Magdeburg                | 22:35 (09:14) |
| TBA                      | TSV GWD Minden II               | – | TV Jahn Duderstadt          | 32:24 (14:14) |
| TBA                      | SG Lok Schönebeck               | – | SV Beckdorf                 | 30:38 (12:19) |
| 27. Sep. 2005, 20:00 Uhr | THW Kiel                        | – | SG Flensburg-Handewitt      | 35:32 (10:14) |
| 27. Sep. 2005            | ASV Hamm                        | – | VfL Eintracht Hagen         | 38:34 (18:14) |
| TBA                      | HSG Varel                       | – | GWD Minden                  | 21:27 (08:13) |
| TBA                      | TSV Altenholz                   | – | TuS Spenge                  | 29:31 (13:15) |
| TBA                      | Ahlener SG                      | – | TuS Nettelstedt-Lübbecke    | 31:32 (13:14) |
| TBA                      | 1. VfL Potsdam                  | – | HSG Nordhorn                | 24:30 (14:13) |
| TBA                      | HSG Niestetal/Staufenberg       | – | Eintracht Hildesheim        | 32:31 (15:14) |
| TBA                      | HC Empor Rostock                | – | TV Emsdetten                | 25:26 (11:11) |
| TBA                      | TSV Hannover-Burgdorf           | – | HSG Augustdorf/Hövelhof     | 35:23 (19:09) |
| TBA                      | HSV BW Insel Usedom             | – | OHV Aurich                  | 29:32 (11:18) |
| TBA                      | Stralsunder HV                  | – | HSV Hamburg                 | 21:30 (10:14) |
| TBA                      | VfL Fredenbeck                  | – | TUSEM Essen                 | 24:32 (16:17) |
| TBA                      | TV Kornwestheim                 | – | Frisch Auf Göppingen        | 28:37 (14:19) |
| TBA                      | SG Leutershausen                | – | SG Wallau/Massenheim        | 32:29 (17:14) |
| TBA                      | TV Nieder-Olm                   | – | SG Köndringen/Teningen      | 29:28 (15:16) |
| TBA                      | TV 1886 Offenbach               | – | TV Gelnhausen               | 35:21 (15:17) |
| TBA                      | HSG Vulkan Vogelsberg           | – | TV Willstätt                | 29:31 (13:16) |
| TBA                      | VfL Pfullingen                  | – | VfL Gummersbach             | 20:34 (11:14) |
| TBA                      | HSG Wetzlar                     | – | HSG Düsseldorf              | 32:30 (17:17) |
| TBA                      | TV Korschenbroich               | – | HBW Balingen-Weilstetten    | 25:27 (12:14) |
| TBA                      | TV Hüttenberg                   | – | MT Melsungen                | 25:36 (10:17) |
| TBA                      | SG Haslach-Herrenberg-Kuppingen | – | SG Kronau-Östringen         | 18:37 (06:18) |
| TBA                      | HG Oftersheim/Schwetzingen      | – | TV Großwallstadt            | 20:27 (10:11) |
| TBA                      | TSV Bayer Dormagen              | – | TSG Friesenheim             | 29:28 (18:13) |
| TBA                      | SV PSV SR Solingen              | – | 1. SV Concordia Delitzsch   | 35:33 (08:14) |
| TBA                      | VfB Forchheim                   | – | TSG Ludwigsburg-Oßweil      | 27:35 (11:17) |
| TBA                      | Leichlinger TV                  | – | LTV Wuppertal               | 28:21 (13:11) |
| TBA                      | HC Erlangen                     | – | SG Bietigheim-Metterzimmern | 31:29 (13:11) |

## 3. Runde
| Datum, Uhrzeit          | Heimmannschaft            |   | Gastmannschaft           | Ergebnis      |
| ----------------------- | ------------------------- | - | ------------------------ | ------------- |
| TBA                     | SC Magdeburg              | – | GWD Minden               | 32:24 (15:12) |
| TBA                     | TV Großwallstadt          | – | SG Kronau/Östringen      | 27:31 (17:12) |
| TBA                     | TBV Lemgo                 | – | Frisch Auf Göppingen     | 33:26 (14:12) |
| TBA                     | OHV Aurich                | – | HSG Nordhorn             | 34:24 (16:11) |
| TBA                     | TV Willstätt              | – | MT Melsungen             | 25:34 (14:24) |
| 1. Nov. 2005, 19:00 Uhr | HBW Balingen-Weilstetten  | – | THW Kiel                 | 25:38 (11:20) |
| TBA                     | TSV Bayer Dormagen        | – | HSG Wetzlar              | 34:27 (18:16) |
| TBA                     | HSG Niestetal/Staufenberg | – | HSV Hamburg              | 23:34 (13:20) |
| TBA                     | Leichlinger TV            | – | VfL Gummersbach          | 22:40 (10:18) |
| TBA                     | SV Beckdorf               | – | TuS Nettelstedt-Lübbecke | 33:42 (15:20) |
| TBA                     | TSV Hannover-Burgdorf     | – | TV Emsdetten             | 35:28 (18:13) |
| TBA                     | TSG Ludwigsburg-Oßweil    | – | TuS Spenge               | 30:29 (10:14) |
| TBA                     | GWD Minden II             | – | SG PSV SR Solingen       | 21:29 (07:17) |
| TBA                     | ASV Hamm                  | – | TUSEM Essen              | 29:27 (14:16) |
| TBA                     | TV Nieder-Olm             | – | SG Leutershausen         | 29:36 (14:20) |
| TBA                     | HC Erlangen               | – | TV 1886 Offenbach        | 24:23 (13:12) |

## 4. Runde
| Datum, Uhrzeit           | Heimmannschaft         |   | Gastmannschaft           | Ergebnis      |
| ------------------------ | ---------------------- | - | ------------------------ | ------------- |
| 29. Nov. 2005, 20:00 Uhr | THW Kiel               | – | TBV Lemgo                | 40:36 (21:18) |
| TBA                      | SC Magdeburg           | – | TuS Nettelstedt-Lübbecke | 40:36 (19:20) |
| TBA                      | HSV Hamburg            | – | HSG Nordhorn             | 32:31 (17:12) |
| TBA                      | TSG Ludwigsburg-Oßweil | – | SG Kronau/Östringen      | 21:30 (10:19) |
| TBA                      | ASV Hamm               | – | MT Melsungen             | 24:34 (10:16) |
| TBA                      | SG Solingen            | – | VfL Gummersbach          | 22:41 (10:20) |
| TBA                      | TSV Hannover-Burgdorf  | – | SG Leutershausen         | 31:29 (17:12) |
| TBA                      | HC Erlangen            | – | TSV Bayer Dormagen       | 25:38 (14:15) |

## 5. Runde
| Datum, Uhrzeit           | Heimmannschaft        |   | Gastmannschaft  | Ergebnis                   |
| ------------------------ | --------------------- | - | --------------- | -------------------------- |
| TBA                      | SG Kronau/Östringen   | – | VfL Gummersbach | 36:34 n. V. (28:28, 12:17) |
| TBA                      | SC Magdeburg          | – | MT Melsungen    | 35:26 (18:17)              |
| TBA                      | TSV Hannover-Burgdorf | – | HSV Hamburg     | 25:28 (16:12)              |
| 15. Feb. 2006, 20:00 Uhr | TSV Bayer Dormagen    | – | THW Kiel        | 32:43 (14:21)              |

## Final Four
Die Pokalendrunde (Haspa Final Four) wurde am 8. und 9. April 2006 in der Color Line Arena in Hamburg ausgetragen.

### Halbfinale
| Datum, Uhrzeit          | Heimmannschaft      |   | Gastmannschaft | Ergebnis      |
| ----------------------- | ------------------- | - | -------------- | ------------- |
| 8. Apr. 2006, 13:00 Uhr | SG Kronau/Östringen | – | THW Kiel       | 33:31 (15:14) |
| 8. Apr. 2006, 15:00 Uhr | SC Magdeburg        | – | HSV Hamburg    | 30:31 (13:16) |

### Finale
Das Finale um den DHB-Pokal wurde am 9. April 2006 zwischen dem HSV Hamburg und der SG Kronau/Östringen ausgetragen. Den Pokal sicherte sich zum ersten Mal in der Vereinsgeschichte die Mannschaft vom HSV Hamburg, die das Team der SG Kronau/Östringen mit 26:25 (9:10) besiegte.
| Datum, Uhrzeit          | Heimmannschaft |   | Gastmannschaft      | Ergebnis      |
| ----------------------- | -------------- | - | ------------------- | ------------- |
| 9. Apr. 2006, 14:15 Uhr | HSV Hamburg    | – | SG Kronau/Östringen | 26:25 (09:10) |